# RUN TO THE FUTURE
「RUN TO THE FUTURE」（ラントゥー・ザ・フューチャー）は、2010年3月10日にavex traxから発売されたDream5の初のミニアルバム。

## 概要
- Dream5初のミニアルバム。
- 新曲3曲とカバー曲1曲、シングルから1曲の全5曲で構成されている。
- 「CD+DVD盤」と「CD ONLY盤」の2形態で発売された。
- 一部の曲はダンス担当の3人も歌っている。

## 収録曲

### CD
1. タビダチノウタ [4:56]
作詞・作曲：伊秩弘将 編曲：ats-
2. We are めっchallenger [4:57]
作詞・作曲：中西圭三 編曲：小西貴雄
3. ひまわり [4:49]
作詞：石原彩 作曲：塚田良平 編曲：渡辺徹
NHK教育番組天才てれびくんMAXから「ミュージックてれびくん」で2008年に発表された曲のカバー。
4. アリガトウの季節 [5:40]
作詞：leonn 作曲：塚田良平 編曲：小松原温子
5. I don't obey〜僕らのプライド〜 [4:36]
作詞・作詞・編曲：m.c.A・T
1stシングル。

### DVD
1. タビダチノウタ(Music Video)
2. タビダチノウタ(振りビデオ)
3. I don't obey〜僕らのプライド〜(振りビデオ)